# Colonia (grupo musical)
Colonia es un grupo musical croata, pertenecientes al género música electrónica, provenientes de Vinkovci, Croacia. Han lanzado 12 álbumes y 35 sencillos hasta la fecha con varias canciones y álbumes que han ganado el estatus de platino. Se hicieron famosos por haber obtenido el primer lugar en el Eurodance 2001 y sus múltiples éxitos con el pasar de los años.

## Historia

### 1996–1997: Principios yVatra i led
Colonia fue fundada en 1996 por Boris Đurđević y Tomislav Jelić, dos DJs de Vinkovci, Croacia. Al saber que ninguno de ellos sabía cantar, contrataron a Indira "Ira" Vladić (de Županja) para que fuese su vocalista. El nombre del grupo proviene del antiguo nombre latino de la ciudad croata de Vinkovci, la cual se llamaba "Colonia Aurelia Cibalae".
El primer lanzamiento comercial del grupo fue "Nek' vatre gore sve" en 1996. La canción fue enviada a todas y cada una de las estaciones de radio croatas y disfrutó de un éxito moderado. El próximo sencillo publicado fue "Sve oko mene je grijeh", el cual pasó a ser parte de lista de las canciones croatas más escuchadas y se convirtió en un rotundo éxito. Poco después, Colonia firmó para la compañía discográfica Crno-bijeli svijet (CBS), el cual en 1997 facilitó el debut del lanzamiento de un nuevo álbum llamado Vatra i led, el cual vendió más de 40.000 copias.

### 1998–2001: Dora y Croatia Records
En 1998, Colonia ingresó a HRT Dora, un evento en el cual se elegía al mejor representante nacional para participar en el Festival de la Canción de Eurovisión con las esperanzas de ser el representante de su país. En la final, realizada el 6 de marzo de 1998, el dúo se posicionó en 4° lugar con la canción "U ritmu ljubavi" obteniendo un total de 87 puntos. Las votaciones fueron realizadas por un grupo de 20 jueces, uno de cada provincia croata, y un 21.º juez, que era en realidad el total de votos por parte de los televidentes. Pocos meses después, Colonia ganó un premio por la canción ''Lady Blue'' en Melodije hrvatskog Jadrana (Melodías del Adriático), un festival de música anual. Posteriormente en 1999, Colonia lanzó su próximo sencillo "Njeno ime ne zovi u snu" y poco después su segundo álbum del estudio Ritam ljubavi.
Poco a poco, Colonia se convirtió en uno de los grupos musicales más exitosos de Croacia, y renovó su contrato hacia otra compañía discográfica, llamada Croatia Records. En esta compañía, Colonia lanza su tercer álbum titulado Jača nego ikad, que al mismo tiempo se convirtió en el primer álbum lanzado en todas las ex-repúblicas de Yugoslavia. La canción "Budi mi zbogom" fue incluida en el Festival de Radio croata, en donde obtuvo el segundo lugar, junto con una versión musical de "Deja vu" por el grupo japonés KinKi Kids, quienes tuvieron un rotundo éxito de ventas en Asia, posicionándose en el 1° lugar de los discos más populares de aquel entonces. "Sexy Body" se convirtió en un éxito de baile, siendo lanzado en 2001 por Balloon Records en Austria, en un álbum de compilaciones y fue incluido en las pistas de bailes de DJ.
Su cuarto álbum, Milijun milja od nigdje fue lanzado en 2001 y vendió 50.000 copias en Croacia y más de 300.000 en todo el mundo, convirtiéndolo en el álbum más exitoso de toda Croacia. El álbum fue también lanzado en todo los países que fueron parte de extinta Yugoslavia. El sencillo "Za tvoje snene oči" ganó el Festival de Radio croata y se convirtió en el hit del verano, y en la canción más escuchada del año 2001. La canción fue también parte del 1° certamen anual de "Eurodance" en 2001, dónde obtuvo el primer lugar. El álbum fue posteriormente reeditado en formato LP como forma de agradecimiento a sus fanes, con las canciones originales y nuevos remixes.

### 2002–2003: Éxitos continuos
En 2002, Colonia lanzó su quinto álbum titulado Izgubljeni svijet, el cuál presentó 13 nuevas pistas y un DVD con su biografía, discografía, y vídeoclips. Nuevamente ganaron el Festival de Radio croata con el sencillo "Oduzimaš mi dah" y se convirtió en la segunda canción más escuchada del 2002. Meses después, es publicado el álbum Lo Mejor de, Volumen 1, en el que contenía todos los éxitos y sencillos del grupo.
En 2003, el álbum Dolazi oluja fue lanzado y el primer sencillo de este "C'est la vie" ganó el Festival de Radio croata, siendo la tercera vez que Colonia gana dicho concurso. Milijun milja od nigdje y Izgubljeni Svijet fueron lanzados en Eslovaquia y en República Checa donde alcanzado la posición de las canciones más escuchada de ambos países. En diciembre de 2003, Colonia recibió tres premios "Music Box", uno en la categoría de "Mejor Intérprete Internacional" y dos en la categoría de "Mejor Canción". Ambos álbumes fueron lanzados en las ex-repúblicas yugoslavas, aunque Izgubljeni svijet fue lanzado solo como un CD de audio en estos países.

### 2004: Estrenos internacionales
En enero de 2004, una versión inglesa de "Za tvoje snene oči" fue lanzado como "A Little Bit of Uh La La" escrito por Mary Susan Applegate, quién anteriormente había escrito para Celine Dion, La Bouche, y No Mercy. La canción fue lanzada en formato vinilo, como sencillo CD, y en numerosos álbumes de recopilaciones en más de 36 países. "A Little Bit of Uh La La" pasó a ser una de las canciones más populares, posicionandóse en la canción número uno de Canadian Dance Chart. En verano de 2004, "Za tvoje snene oči", "Ti da bu di bu da" y "Deja vu" fueron lanzados en Corea en los álbumes de colección Volcano, Beatman y Dancemania. Ese mismo año, los sencillos "Luda za tobom" y "Običan dan" fueron lanzados en el álbum Dolazi oluja.

### 2005–2006:Najbolje od svega
En 2005, Colonia finalizó su contrato con Croacia Records, lanzando "Edición de Oro", una rcompilación doble de discos y remixes, y posteriormente lanzan "Najbolje od svega" bajo el auspicio de su nuevo contrato en la compañía Menart Records. Najbolje od svega estuvo al borde de obtener la certificación de platino. En él, presentan 13 pistas nuevas que incluyen los hits "Najbolje od svega" y "Tako Sexys" junto con los remixes de "Nema nade" y "Time". El álbum fue también lanzado en Rusia, Ucrania, Kazajistán, Eslovaquia, y República Checa. "Najbolje od svega" fue el primero de sus álbumes que no se pudo lanzar en las ex-repúblicas yugoslavas, aunque de todas formas, el álbum obtuvo un éxito considerable.
Durante el verano de 2006, Colonia realizó una gira en toda Croacia con el nombre "Gastro club turneja", promoviendo el álbum Najbolje od svega, siendo tocada en 22 ciudades. La gira comenzó el 19 de julio de 2006 en Umag, y finalizó el 15 de octubre de ese año en Dubrovnik.

### 2006–2007:Do kraja
El 5 de diciembre de 2006, Colonia lanzó su octavo álbum titulado Do kraja, un álbum de baile moderno con elementos balcánicos y croatas, después de firmar con Menart Records. En 2007, "Do kraja", el primer sencillo de ese álbum fue lanzado, y encabezó la lista de canciones croatas y eslovenias, mientras otras de sus canciones fueron seleccionadas para que fuese el tema principal para la versión croata de Big Brother. Colonia actuó en el programa el 19 de octubre de 2007 cuando promocionaba tanto la canción como el álbum. La canción fue también parte del "Eurodance 2007" dónde posicionó en el 16° lugar de 41 concursantes.
El sencillo "Pogledom me skini" fue lanzado con tres remixes y vídeos musicales. La canción compitió en la selección nacional croata para el Concurso de la Canción OGAE 2007, donde obtuvo el cuarto lugar con 32 puntos. El concurso es similar al Concurso de Canción de Eurovisión, pero auspiciado por OGAE, el club oficial de seguidores del evento.
Colonia lanzó su último sencillo del álbum titulado "Fjaka", posicionandóse en el segundo lugar de las canciones croatas y convirtiéndose en el hit del verano, y posteriormente el 3 de julio de 2007, el grupo lanzó una edición limitada de Do kraja con un segundo disco que presenta ocho nuevos remixes. Tras el lanzamiento de su último sencillo, Colonia fue de gira por toda Croacia y sus países limítrofes realizando numerosos conciertos entre el 6 de junio y el 25 de agosto de 2007. Con el lanzamiento de "Do kraja", Colonia renovó su contrato con la compañía serbia City Records y HAYAT Records de Bosnia y Herzegovina.

### 2008:Pod sretnom zvijezdom

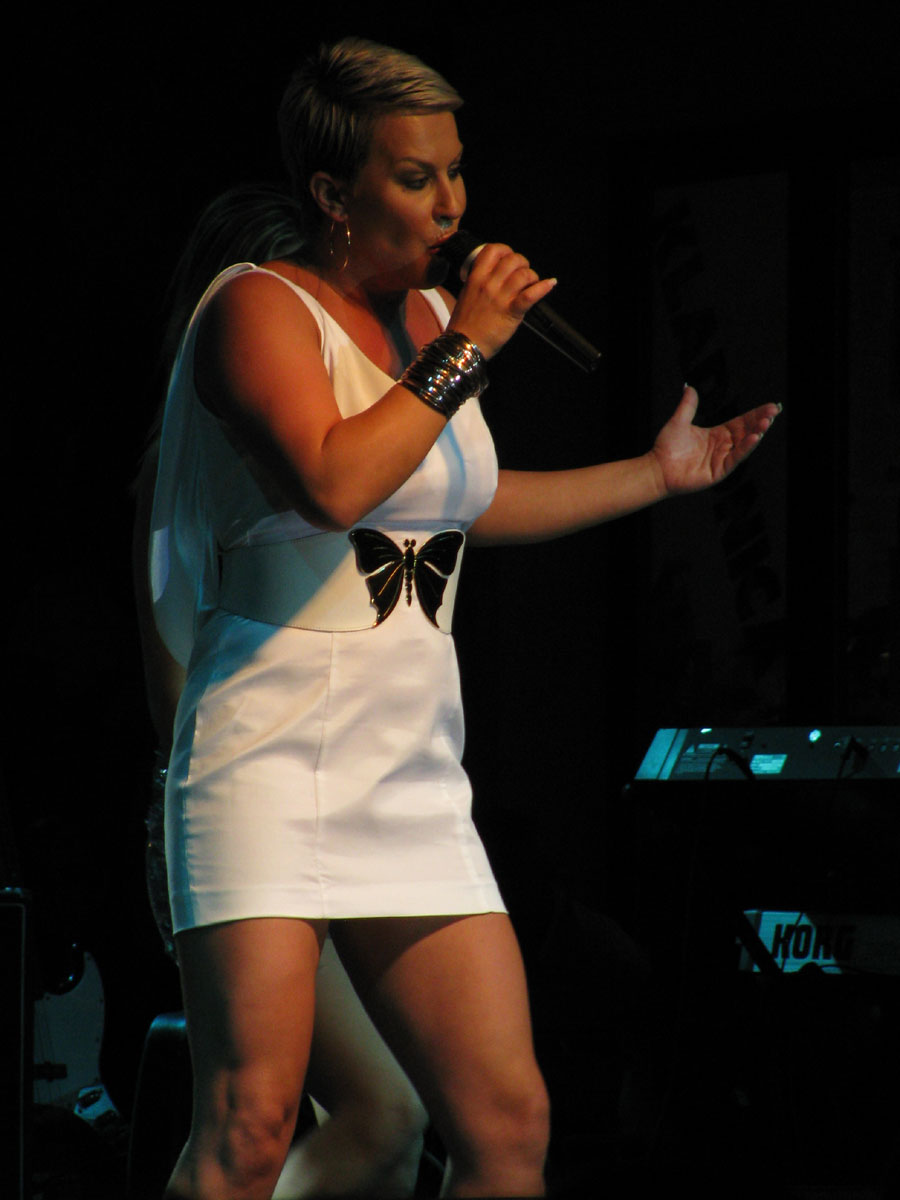
Indira Vladić-Mujkić en Jelsa, Croacia (30 de agosto de 2008)

El 3 de octubre de 2007, "Vaina sretnom zvijezdom" fue lanzado en diversas estaciones de radio croata como el primer solo del próximo álbum del mismo nombre y como la canción principal de la cuarta temporada de la serie Gran Hermano (Croacia). El segundo sencillo del álbum, "Mirno more", fue lanzado el 17 de mayo de, 2008, donde fue tocado en los "CMC Awards". El 23 de junio de 2008, Colonia lanza su noveno álbum titulado Pod sretnom zvijezdom, el cual presenta 12 pistas nuevas y un remix de "Sexy Body". Poco después, el 8 de diciembre de 2008 se reeditó con el mismo título, pero con el agregado de Edición Limitada e incluyó un segundo disco con el sencillo "Avantura zove me" de Big Brother y dos remixes de este, junto con diez remixes de otras canciones del álbum.
Đurđević también escribió el sencillo ganador del programa de televisión Hrvastski Idol, "Treba mi snage za kraj" (Necesito fuerzas para el final).

## Discografía

### Álbumes
- 1997: Vatra i Led (Fuego y hielo)
- 1999: Ritam ljubavi (Ritmo de amor)
- 2000: Jača nego ikad (Más Fuerte que Nunca)
- 2001: Milijun milja od nigdje (Millones de millas desde ninguna lugar)
- 2002: Izgubljeni svijet (Pérdida mundial)
- 2003: Dolazi oluja (La tormenta está viniendo)
- 2005: Najbolje od svega (Lo mejor de todo)
- 2006: Do kraja (Hasta el final)
- 2008: Pod sretnom zvijezdom (Bajo una estrella afortunada)
- 2010: X (Diez)
- 2013: Tvrđava (Fortaleza)
- 2015: Feniks (Fénix)
- 2018: Nova Era (Nueva era)

### Compilaciones
- 2002: Lo Mejor de, Volumen 1
- 2005: Edición de Oro
- 2009: Edición Especial de Baile
- 2010: Primeros Años Retroactivos

## Miembros
Boris Đurđević se convirtió en DJ a principios de los años noventa en Vinkovci. Además de su participación en Colonia, fue autor de varias canciones temáticas para la versión croata del programa de telerrealidad, Big Brother y como el compositor del sencillo "Treba mi snage za kraj", el cual fue premiado por el programa Hrvatski Idol.
Tomislav Jelić es conocido como DJ Kameny, y había trabajado previamente en la estación de radio local VFM en Vinkovci.
Indira Vladić asistió a una escuela de música cuando era niña, y tocaba el clarinete en una banda juvenil local. En 1993, trabajó en la Oficina de Administración General del Condado y pasó cuatro años allí hasta que conoció a Boris Đurđević y le ofreció el trabajo de cantante para Colonia. Estuvo casada con Narcis Mujkić, pero se divorciaron en 2010, tras nueve años de matrimonio.